# 울진 대풍헌 현판 일괄
울진 대풍헌 현판 일괄(蔚珍 待風軒 懸板 一括)은 대한민국 경상북도 울진군 기성면 구산리에 있는 조선시대의 현판이다. 2012년 5월 14일 경상북도의 유형문화재 제441호로 지정되었다.

## 개요
울진 대풍헌은 조선시대에 울릉도·독도를 관할하기 위해 파견된 수토사들이 순풍을 기다리며 머물렀던 곳으로, 이번에 문화재로 신청된 유물은 이 대풍헌의 안팎에 걸려있는 현판 가운데 1910년 이전에 만들어진 12점이다. 목록은「箕城龜山洞舍」1점(1851년),「待風軒」1점(1851년),「邱山洞舍重修記」1점(1851년),「永世不忘之板」6점(1870∼1878년),「邱山洞舍記」1점(1888년),「洞稧完文」1점(1904년),「重修記」1점(1906년)이다.
이 유물들은 조선 정부가 19세기에도 지속하여 울릉도·독도를 실질적으로 지배·관리하고 있었다는 사실을 알 수 있게 해 주는 중요한 자료이다. 특히 울릉도·독도의 수토와 관련된 사료를 찾기 어려운 현 상황에서 이 현판들이 갖는 자료적인 가치와 독도문제의 중요성 등을 감안하여 有形文化財로 지정한다.

## 지정 내역
| 일련번호 | 명칭                                   | 재료 | 구조 | 규격       | 수량 | 기타특징                                              |
| -------- | -------------------------------------- | ---- | ---- | ---------- | ---- | ----------------------------------------------------- |
| 7-1      | 箕城龜山洞舍                           | 나무 | 현판 | 122.7×36.4 | 1점  | 제작연대 : 1851년(철종2)                              |
| 7-2      | 待風軒                                 | 나무 | 현판 | 99.5×39.5  | 1점  | 제작연대 : 1851년 6월                                 |
| 7-3      | 邱山洞舍重修記                         | 나무 | 현판 | 114.1×42.9 | 1점  | 제작연대 : 1851년 6월 金學鱗 記, 孫宗勳 書            |
| 7-4      | 平海郡守 沈能武·李玧翕 永世不忘之板    | 나무 | 현판 | 102.4×41.9 | 1점  | 제작연대 : 1870년(고종7) 7월                          |
| 7-5      | 越松萬戶 張源翼 永世不忘之板           | 나무 | 현판 | 79.4×38.5  | 1점  | 제작연대 : 1870년 7월 朴齊恩 記                       |
| 7-6      | 平海郡守 李容益 永世不忘之板           | 나무 | 현판 | 85.2×41.2  | 1점  | 제작연대 : 1871년(고종8) 4월                          |
| 7-7      | 越松營將 黃公 永世不忘之板             | 나무 | 현판 | 70.6×35.3  | 1점  | 제작연대 : 1872년(고종9) 8월 方五 撰, 金述謨 書       |
| 7-8      | 銓任 孫周衡·孫沫栢·孫益彰 永世不忘之板 | 나무 | 현판 | 67×38.9    | 1점  | 제작연대 : 1878(고종15) 11월 方五 記                  |
| 7-9      | 都監 朴億伊 永世不忘之板               | 나무 | 현판 | 77.2×38.6  | 1점  | 제작연대 : 1878년 11월 方五 書                        |
| 7-10     | 邱山洞舍記                             | 나무 | 현판 | 101.2×34.3 | 1점  | 제작연대 : 1888년(고종25) 4월 李瑞球 記               |
| 7-11     | 洞稧完文                               | 나무 | 현판 | 152.8×43.4 | 1점  | 제작연대 : 1904년 2월, 1904년 5․13일                  |
| 7-12     | 重修記                                 | 나무 | 현판 | 121.5×37.2 | 1점  | 제작연대 : 1906년 5월 孫周炯 撰, 黃京運 書, 尹永善 刻 |

## 같이 보기
- 울진 대풍헌 (경상북도 기념물 제165호)

## 참고 자료
- 울진 대풍헌 현판 일괄 - 국가유산청 국가유산포털